# Garth Ziegler
Garth Ziegler (Harare, 21 marzo 1986) è un ex rugbista a 15 zimbabwese con cittadinanza svizzera, in carriera attivo come utility back ed internazionale per lo Zimbabwe nella disciplina del rugby a 7.

## Biografia
Dopo aver giocato quasi tre stagioni con il Western Force Academy, militando solo nelle partite non ufficiali della franchigia australiana di Super 15 a causa delle regole di residenza, e laureatosi nel 2007 in Economia e Finanza alla University of Western Australia di Perth,
nel 2008 si trasferisce in Italia per disputare il Super 10 2008-09 con la maglia del Veneziamestre. Dopo due stagioni a Venezia, dove colleziona 35 presenze con il club della città metropolitana di Venezia, nel 2010 viene acquistato dal Bayonne.
Nella stagione 2010-11 di Top 14 fa soltanto due apparizioni ufficiali, mentre è protagonista in Challenge Cup, esordendo contro il Harlequins il 10 ottobre 2010, collezionando sei presenze e realizzando 10 punti (due mete). Durante l'annata 2011-12, disputa la prima parte di stagione in Francia per poi essere ingaggiato, da gennaio 2012, dal Petrarca campione d'Italia in carica, con il quale rimane fino alla stagione di Eccellenza 2012-13, per un totale di 17 presenze e 35 punti marcati.
Nel biennio 2012-2013 viene convocato con la maglia della Nazionale zimbabwese a 7 per disputare le South Africa Sevens dell'IRB Sevens World Series 2012-2013 e l'edizione 2013 della Coppa del Mondo di rugby a 7.
Nel 2013, dopo essersi ritirato dall'attività agonistica, fa ritorno a Perth per intraprendere la carriera professionale.